# Pyralidoxa elaphropa
Pyralidoxa elaphropa is een vlinder uit de familie venstervlekjes (Thyrididae). De wetenschappelijke naam van deze soort is voor het eerst geldig gepubliceerd in 1936 door Edward Meyrick.
De soort komt voor in tropisch Afrika.